# Cladonia granulosa
Cladonia granulosa är en lavart som först beskrevs av Edvard Vainio och som fick sitt nu gällande namn av Teuvo Ahti. 
Cladonia granulosa ingår i släktet Cladonia och familjen Cladoniaceae. Inga underarter finns listade i Catalogue of Life.